# وحید یامین‌پور
وحید یامین‌پور (زادهٔ ۳ دی ۱۳۵۹) مدرس دانشگاه، نویسنده، فعال رسانه‌ای و مجری اهل ایران است که در ۳۱ خرداد ۱۴۰۱ با حکم رئیس‌جمهور به‌عنوان دبیر شورای‌عالی جوانان منصوب و با ارتقای این شورا به شورای‌عالی نوجوانان و جوانان، در بهمن ۱۴۰۲ به‌عنوان دبیر آن منصوب شد. یامین‌پور همچنین از مهر ۱۴۰۰ تا بهمن‌ ۱۴۰۲ به‌عنوان‌ معاون امور جوانان وزارت ورزش و جوانان فعالیت می‌کرد.
او دانش‌آموخته کارشناسی ارشد حقوق جزا و جرم‌شناسی از دانشگاه امام صادق است و دارای دکتری همین رشته از دانشگاه آزاد اسلامی واحد علوم و تحقیقات تهران است؛ او فعالیت خود را از سال ۱۳۸۱ در صدا و سیمای جمهوری اسلامی ایران آغاز کرد. یامین‌پور مجری برنامه‌های سیاسی‌ای چون دیروز، امروز، فردا، جهان‌آرا و ثریا را در سیمای جمهوری اسلامی ایران برعهده داشته‌است. سال ۱۳۸۵ در دولت نهم، به دبیری کمیسیون فرهنگی اجتماعی مرکز بررسی‌های استراتژیک ریاست جمهوری منصوب شد و در سال ۱۳۸۸ برای یک دوره کوتاه مدیرکل مطالعات اجتماعی و فرهنگی وزارت کشور بود.
یامین پور در سال ۱۳۹۷ اولین رمان خود را به نام «نخل و نارنج» منتشر کرد که تا مرداد ۹۹ چهل و سه بار توسط انتشارات جمکران تجدید چاپ شد.
دومین رمان او به نام «ارتداد» نیز در سال ۱۳۹۸ توسط انتشارات سوره مهر منتشر شد. یامین‌پور در سال ۱۳۹۹ به خاطر دو اثر پرفروشش (رمان ارتداد و سفرنامه کاهن معبد جینجا) به عنوان چهره سال هنر انقلاب (جایزه ای که توسط گروهی حدوداً ۱۵۰ نفره از نویسندگان و هنرمندان انقلابی داده می‌شود) برگزیده شد. او مدت کوتاهی به عنوان مشاور رئیس مجلس شورای اسلامی و دبیر کارگروه تحول فرهنگی فعالیت کرد.
دیدگاه‌های او از جمله درخواست اعدام میرحسین موسوی و مهدی کروبی، و نیز در مورد زنان، همچون مقصر دانستن زنان در تجاوز به آنها، و استفاده از مثال‌ها و الفاظ جنسی در مورد زنان، بحث‌ها و مجادلات زیادی را برانگیخته است.

## سوابق کاری

### صدا و سیما

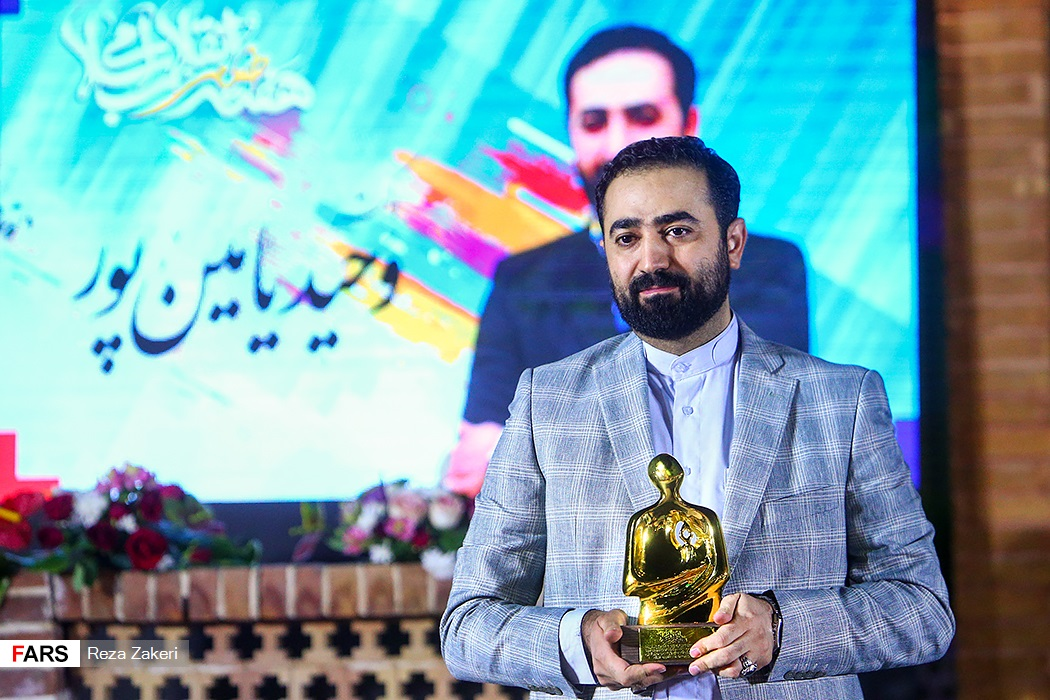
یامین پور در حال دریافت جایزه چهره هنر انقلاب اسلامی در سال ۱۳۹۹

یامین پور از سال ۱۳۸۱ در صدا و سیما آغاز به کار کرد. در کنار سردبیری برنامه‌های رادیویی، از سال ۱۳۸۳ گویندگی و اجرا را در رادیو و تلویزیون شروع کرد و بعد مدیر گروه اندیشه رادیو جوان (صدای جمهوری اسلامی ایران) شد. او پس از دو سال از رادیو به شبکه سه سیما رفت و در سمت مشاور پورمحمدی مدیر این شبکه قرار گرفت.
وحید یامین پور از مؤسسان سازمان هنری رسانه‌ای اوج و از مدیران اولیه شبکهٔ افق است و همچنان به عنوان یکی از سیاست گذاران این شبکه شناخته می‌شود.
از دیگر فعالیتهای یامین پور در صدا و سیما می‌توان به همکاری، اجرا و حضور در برنامه‌های تلویزیونی زیر اشاره کرد:
- ایران ۸۸
- رو به فردا
- دیروز، امروز، فردا
- برنامه شاهد عینی
- جهان آرا
- حضور در برنامه کتاب باز (شبکه نسیم) (به عنوان میهمان)[۱۵]

یامین پور به عنوان چهره هنر انقلاب در سال ۱۳۹۹ برگزیده شد.

### سمت‌های فرهنگی
یامین پور در زمان ریاست احمد توکلی در مرکز پژوهش‌های مجلس، به مدت دو سال و نیم مدیرکل دفتر مطالعات فرهنگی این مرکز بود.
عضو هیئت امنای دانشگاه سوره
مشاور دبیرکل مجمع جهانی تقریب مذاهب اسلامی و دبیر اتحادیه جوانان مسلمان تقریبی
عضو هیئت امنای اندیشکده ادبیات پایداری

### سمت‌های دانشگاهی
وحید یامین پور از سال ۱۳۸۷ عضو هیئت علمی گروه حقوق دانشگاه و در سالهای ۹۳ تا ۱۴۰۰ رئیس پژوهشکده فرهنگ و هنر اسلامی بوده‌است. وی سابقه تدریس دروس علوم اجتماعی، جرم‌شناسی، ارتباطات و مطالعات فرهنگی را در دانشگاه‌های امام صادق، هنر و باقرالعلوم نیز دارد.

## دیدگاه‌ها
وحید یامین پور در سخنرانی خود در دانشگاه امیرکبیر در توضیح عوامل تهدیدکنندهٔ اسلام ناب به سه عامل استکبار، تحجر و التقاط اشاره کرد و اسلام رحمانی را آخرین گونهٔ التقاط در برابر اسلام ناب دانست.
یامین‌پور در توجیه تجاوز شش مرد هندی به یک زن، تنها دلیل تجاوز را نوع پوشش زن می‌داند و می‌گوید: بد پوششی تجاوز دختران به آرامش روانی مردان است! چرا دختران باید این اجازه را داشته باشند که به لحاظ روانی به مردان جوان فشار بیاورند و تمرکز، آرامش و خانواده آنها را تهدید کنند؟. بد پوششی دختران جوان و رفتارهای تحریک آمیزشان ارتکاب جرایم شدید علیه آنان را تشدید می‌کند. بد پوششی تجاوز دختران به آرامش روانی مردان است. نتیجهٔ طبیعی این اقدام، تهدید شدن خود دختران است. نمی‌توان فضا را پر از تحریک و تنش کرد و آنوقت انتظار داشت هیچ‌کس خطا نکند.
یامین‌پور در یک برنامه تلویزیونی دربارهٔ حجاب زنان می‌گوید: «می‌گویند روسری را آزاد کن، اما او به برداشتن روسری اکتفا نمی‌کند؛ الان روسری را زده روی چوب و روی بلندی ایستاده، فردا شورتش را روی چوب می‌زند.»
او در یک نوشته جنبش سبز را یک جنبش جنسی می‌داند.
او در نقدی بر هنر مدرن و تقدس زدایی از قدیس‌ها و اولیای دین اظهار داشت: هنر نفسانی مدرن با برهنگی متولد شده و نخستین کارش تقدس زدایی از قدیس‌ها و اولیای دین بوده‌است. برخلاف هنر دینی که عموماً شمایل نگاری را ممنوع می‌داند یا حداکثر تمثال قدیس‌ها را با پرهیز از اندام نمایی، با پوشیدگی و حتی دوری از پرسپکتیو محاکات می‌کند و این تفاوت هنر «تنزیهی» است با هنر «تشبیهی».
یامین پور دربارهٔ تأثیر متقابل فرهنگ و تمدن بر یکدیگر نیز می‌گوید: فرهنگ تمدن را می‌سازد ولی این تمدن است که در ادامه فرهنگ را قوام می‌دهد. به تعبیری وقتی تمدنی متناسب با فرهنگی شکل گرفت پس از آن انسانی که در این تمدن تنفس می‌کند مطابق آن تمدن تربیت می‌شود. اکنون نیز طی صد سال اخیر بتدریج کالبد شهر و تمدن غربی ما را فراگرفته و ما را در عالم غربی فرو برده و فرهنگ متناظر با این عالم هم خودش را به ما تحمیل کرده‌است. ما تصور می‌کنیم وقتی تابلوهای تبلیغاتی و بنرهای احادیث و اذکار را به در و دیوار نصب می‌کنیم شهر را اخلاقی و اسلامی کرده‌ایم. این خیال باطلی است. شهر تجلی باطن انسان هاست. شهری که با الهامات غیر رحمانی مهندسان و معماران ملحد غربی ساخته شده شهروندانش را در ملکوت شیطانی سازندگانش شریک می‌کند. این قاعدهٔ هنر و صنعت است.

## حواشی

### نامزدی در انتخابات مجلس
یامین پور در انتخابات سال ۱۳۹۸ مجلس شورای اسلامی به عنوان کاندیدای مستقل از تهران نامزد شد اما با کسب رتبه سی و یکم، از قرار گرفتن در بین سی کرسی تهران در مجلس بازماند و موفق به راهیابی به مجلس یازدهم نشد.

### برنامه ثریا
این برنامه جنجال‌های فراوانی آفرید، تا جایی که یامین پور در توئیتی گفت که روابط عمومی صداوسیما به برخی صفحات هزینه پرداخت کرده تا علیه آن برنامه مطلب بنویسند.

### دعوت از انیس نقاش
روز شنبه ۲۳ بهمن ماه ۱۳۹۵ شبکه افق صدا و سیمای جمهوری اسلامی ایران ویژه برنامه‌ای را به مناسبت گرامیداشت عماد مغنیه با حضور سعید قاسمی و انیس نقاش پخش کرد. آقای نقاش در این برنامه بی‌سابقه تلویزیونی، عملیات ناکام ترور شاپور بختیار را تشریح کرد. یامین پور علت دستگیری و زندان رفتن انیس نقاش را «اقدام برای به درک واصل کردن نخست‌وزیر شاه، شاپور بختیار» ذکر می‌کند.

### حمله لفظی به مسیح علی‌نژاد
در خرداد سال ۱۳۹۳ یامین پور در صفحه فیس‌بوک خود مطالبی را علیه مسیح علی‌نژاد منتشر کرد، آقای یامین پور در انتقاد از کسانی که دنبال گرفتن حکم ارتداد برای مسیح علی‌نژاد بودند، برای توهین به مسیح علی‌نژاد وی را یک بدنام خواند و او را با پری بلنده مقایسه کرد.
منتشر شدن این مطلب از سوی وحید یامین‌پور واکنش بسیار وسیعی در شبکه‌های اجتماعی را در پی داشت و انتقاداتی را علیه یامین‌پور برانگیخت.
علی‌نژاد در واکنش به مطالب یامین پور گفت قصد دارد در این رابطه شکایتی را در دستگاه قضائی ایران مطرح کند.

### فروپاشی اروپا
یامین‌پور در جریان یک سخنرانی در میانه خیزش ۱۴۰۱ ایران از فروپاشی اروپا خبر داد و گفت «اگر به کل صحنه جهان بنگریم، آمریکا قدرت جهانی اش را از دست داده‌است. اروپا در آستانه فروپاشی است و قیمت سوخت در فرانسه ۲۲ برابر شده‌است. ما مشت آخر را به آمریکا می‌زنیم و وارث جهان خواهیم شد. رهبر انقلاب به جوانان فرمودند به زودی همه جهان در مقابل شما زانو خواهند زد و دشمنی‌ها تمام خواهد شد.»